# Scarabeo (motorfiets)
Scarabeo is een historisch merk van motorfietsen.
De bedrijfsnaam was Aprilia di Beggio Cav. Alberto & C, Noale, Venetië.
Al in 1967 werden door Aprilia motorfietsen onder de merknaam Scarabeo gebouwd. Het betrof terreinmotoren die waren voorzien van 49- en 123cc-Franco Morini-motoren.